# Northward
Northward je hardrocková skupina, založená nizozemskou zpěvačkou Floor Jansen a norským kytaristou Jørnem Viggo Lofstadem v roce 2007 na americkém hudebním festivalu ProgPower USA. Právě zde se tito dva hudebníci poprvé potkali a začali pracovat na skládání písní. O rok později měli hotové celé album, vydání ovšem znemožnil nedostatek času; oba dva se totiž v té době věnovali svým kapelám. Během roku 2017, kdy měla zpěvaččina kapela Nightwish roční pauzu, obnovilo toto duo práci na Northward a podepsalo smlouvu s vydavatelstvím Nuclear Blast. Debutové album Northward vyšlo v říjnu roku 2018.

## Sestava
- Floor Jansen – zpěv
- Jørn Viggo Lofstad – kytara

## Diskografie
- Northward (2018)